# Horsens Stallions
Gli Horsens Stallions sono una squadra di football americano di Horsens, in Danimarca, fondata nel 1993.

## Dettaglio stagioni

### Tornei nazionali

#### Campionato

##### Nationalligaen
| Stagione | regular season | regular season | regular season | regular season | regular season | regular season | playoff | playoff | playoff | playoff | playoff | playoff        | playoff              |
|          | Vin            | Par            | Per            | Tot            | PF             | PS             | Vin     | Per     | Tot     | PF      | PS      | risultato      | avversaria           |
| -------- | -------------- | -------------- | -------------- | -------------- | -------------- | -------------- | ------- | ------- | ------- | ------- | ------- | -------------- | -------------------- |
| 2013     | 0              | 0              | 10             | 10             | 97             | 454            | 0       | 2       | 2       | 21      | 80      | Retrocessi     | Holbæk Red Devils    |
| 2015     | 2              | 0              | 8              | 10             | 113            | 291            | 1       | 0       | 1       | 34      | 6       | Non retrocessi | Roskilde Kings       |
| 2016     | 2              | 0              | 8              | 10             | 59             | 370            | 0       | 1       | 1       | 15      | 44      | Retrocessi     | Copenhagen Tomahawks |
| Totale   | 4              | 0              | 26             | 30             | 269            | 1115           | 1       | 3       | 4       | 70      | 130     |                |                      |

Fonti: Enciclopedia del Football - A cura di Roberto Mezzetti

##### 1. division/Kvalifikations Ligaen
| Stagione | regular season | regular season | regular season | regular season | regular season | regular season | playoff | playoff | playoff | playoff | playoff | playoff   | playoff            |
|          | Vin            | Par            | Per            | Tot            | PF             | PS             | Vin     | Per     | Tot     | PF      | PS      | risultato | avversaria         |
| -------- | -------------- | -------------- | -------------- | -------------- | -------------- | -------------- | ------- | ------- | ------- | ------- | ------- | --------- | ------------------ |
| 2012     | 9              | 0              | 1              | 10             | 281            | 60             | 1       | 0       | 1       | 50      | 0       | Promossi  | Holbæk Red Devils  |
| 2014     | 7              | 0              | 2              | 9              | 219            | 94             | 1       | 0       | 1       | 49      | 6       | Promossi  | Esbjerg Hurricanes |
| 2017     | 2              | 0              | 6              | 8              | 122            | 177            | -       | -       | -       | -       | -       | -         | -                  |
| Totale   | 18             | 0              | 9              | 27             | 622            | 331            | 2       | 0       | 2       | 99      | 6       |           |                    |

Fonti: Enciclopedia del Football - A cura di Roberto Mezzetti

##### 2. division
| Stagione | regular season | regular season | regular season | regular season | regular season | regular season | playoff | playoff | playoff | playoff | playoff | playoff   | playoff    |
|          | Vin            | Par            | Per            | Tot            | PF             | PS             | Vin     | Per     | Tot     | PF      | PS      | risultato | avversaria |
| -------- | -------------- | -------------- | -------------- | -------------- | -------------- | -------------- | ------- | ------- | ------- | ------- | ------- | --------- | ---------- |
| 2018     | 1              | 0              | 3              | 4              | 20             | 102            | -       | -       | -       | -       | -       | -         | -          |
| Totale   | 1              | 0              | 3              | 4              | 20             | 102            | -       | -       | -       | -       | -       |           |            |

Fonti: Enciclopedia del Football - A cura di Roberto Mezzetti

##### Danmarksserien
| Stagione | regular season | regular season | regular season | regular season | regular season | regular season | playoff | playoff | playoff | playoff | playoff | playoff   | playoff    |
|          | Vin            | Par            | Per            | Tot            | PF             | PS             | Vin     | Per     | Tot     | PF      | PS      | risultato | avversaria |
| -------- | -------------- | -------------- | -------------- | -------------- | -------------- | -------------- | ------- | ------- | ------- | ------- | ------- | --------- | ---------- |
| 2019     | 4              | 0              | 7              | 11             | 206            | 292            | -       | -       | -       | -       | -       | -         | -          |
| 2020     | 1              | 0              | 1              | 2              | 50             | 50             | -       | -       | -       | -       | -       | [ 2 ]     | -          |
| Totale   | 5              | 0              | 8              | 13             | 256            | 342            | -       | -       | -       | -       | -       |           |            |

Fonti: Enciclopedia del Football - A cura di Roberto Mezzetti

### Riepilogo fasi finali disputate
| Anno              | Luogo   | Evento                | Fase del torneo         | Incontro                                 | Risultato     |
| 16 settembre 2012 | Horsens | 1. division           | Semifinale              | Horsens Stallions - Holbæk Red Devils    | 50 - 0 d.g.s. |
| 6 ottobre 2013    | Horsens | Nationaligaen         | Playout                 | Horsens Stallions - Holbæk Red Devils    | 21 - 35       |
| 4 ottobre 2014    | Esbjerg | Kvalifikations Ligaen | Spareggio promozione    | Esbjerg Hurricanes - Horsens Stallions   | 6 - 49        |
| 4 ottobre 2015    | Horsens | Nationalligaen        | Spareggio retrocessione | Horsens Stallions - Roskilde Kings       | 34 - 6        |
| 30 ottobre 2016   | Horsens | Nationalligaen        | Spareggio retrocessione | Horsens Stallions - Copenhagen Tomahawks | 15 - 44       |